# Madeleine van Zweden

Monogram voor Madeleine van Zweden

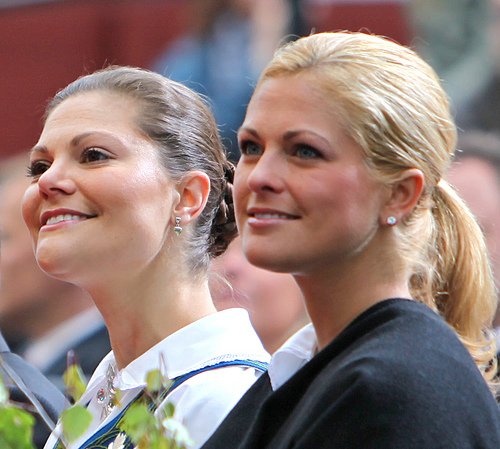
Madeleine (rechts), met haar zus, kroonprinses Victoria

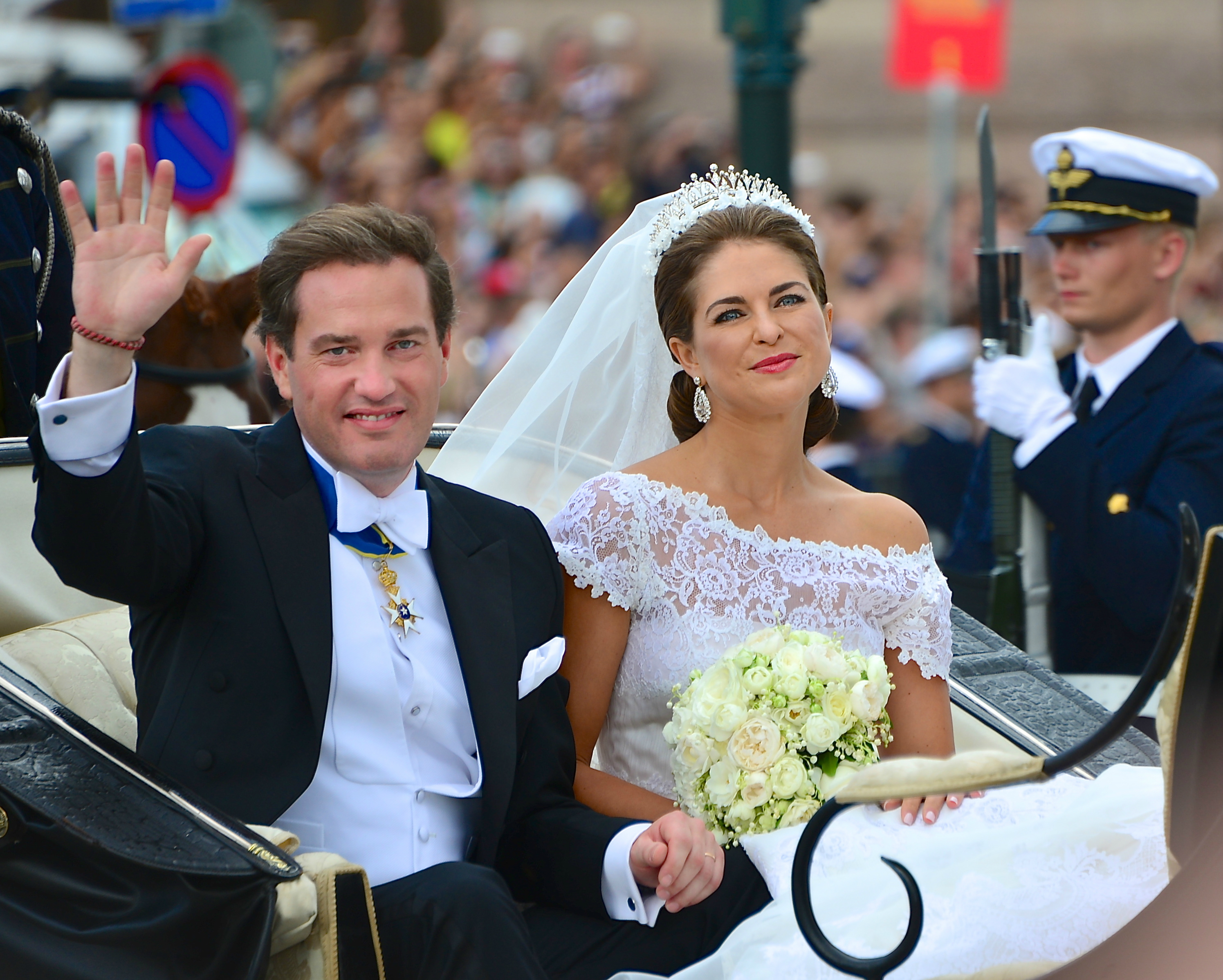
Huwelijk van prinses Madeleine en Chris O'Neill

Madeleine Thérèse Amelie Josephine (Slot Drottningholm, 10 juni 1982), prinses van Zweden, hertogin van Hälsingland en Gästrikland (Zweeds: Madeleine Thérèse Amelie Josephine, Prinsessa av Sverige, Hertiginna av Hälsingland och Gästrikland) is de jongste dochter van Koning Carl XVI Gustaf van Zweden en Koningin Silvia.
Madeleine heeft een oudere zus, Victoria en een oudere broer, Carl Philip. Ze is de negende in de lijn van Zweedse troonopvolging.
Op 31 augustus 1982 is ze gedoopt in de paleiskapel. Haar peetouders zijn prins Andreas van Saksen-Coburg-Gotha, Walter Sommerlath, prinses Benedikte van Denemarken en de Zweedse prinses Christina. Haar vierde naam is een vernoeming naar haar voorouder koningin Josephine van Leuchtenberg van Noorwegen en Zweden.
In oktober 2019 ontnam de koning van Zweden haar kinderen het predicaat "koninklijke hoogheid" en daarmee de verplichting koninklijke taken op te nemen en het recht op een dotatie wanneer zij de volwassen leeftijd bereiken.

## Opleiding
In 1985 ging Madeleine naar de peuterschool van de Västerledparochie. In 1989 begon ze de basisschool op de Smedslättschool in Bromma, maar later ging ze naar Carlssons privéschool. Van 1998 tot 2001 zat ze op het Enskilda Gymnasiet.
Madeleine studeerde vanaf 2003 aan de universiteit van Stockholm. Ze heeft vakken afgerond in kunstgeschiedenis, volkenkunde en geschiedenis. Een van de essays van haar hoofdvakken ging over koningin Victoria van Zweden (1862–1930) en de vestiging van het slot Solliden op het eiland Öland. In januari 2006 heeft ze haar studie afgerond en is ze naar New York vertrokken voor een traineeprogramma bij Unicef. Hier heeft Madeleine informatiebijeenkomsten op het hoofdkwartier van de VN bijgewoond en nam ze deel aan conferenties over vrouwen die geëxploiteerd werden voor de seksindustrie. Ook nam ze deel aan vervolgprojecten in de Bronx, Oekraïne en Sint-Petersburg die betrekking hadden op jonge moeders die in de seksindustrie gebruikt zijn of verhandeld zijn.
Naast Zweeds spreekt Madeleine ook vloeiend Engels en Duits en redelijk Frans.

## Interesses
Sinds haar vroege jeugd heeft Madeleine een grote passie voor paarden en paardrijden. Na het behalen van haar toelatingsexamen schonk de provincie Gävleborg, die bestaat uit Gästrikland en Hälsingland, haar een beurs. Deze beurs is bedoeld om de jeugd te betrekken bij het paardrijden. In 2001 reikte ze voor het eerst de Ponyrijder van het Jaar met trainer in Gävleborg en Gold Rider prijzen uit.
Hiernaast is ze geïnteresseerd in kunst, cultuur, dans en theater en maatschappelijke kwesties. Net als haar oudere zus brengt ze graag tijd door in de natuur en ze houdt van lange wandelingen en skiën.

## Relaties
Op 11 augustus 2009 werd de verloving van prinses Madeleine en advocaat Jonas Bergström bekendgemaakt. Madeleine en Jonas waren sinds 2002 een stel. Het huwelijk zou plaatsvinden na het huwelijk van Madeleine's oudere zus kroonprinses Victoria van Zweden en Daniel Westling (19 juni 2010), maar op 24 april 2010 maakte het Zweedse koningshuis bekend dat Madeleine en Jonas uit elkaar gingen. De souvenirs die voor hen werden gemaakt, zijn uit de rekken gehaald.
In New York ontmoette Madeleine de rijke financieel adviseur Christopher O'Neill, met wie zij zich begin oktober 2012 verloofde. Op 25 oktober 2012 werd de verloving aangekondigd door het Zweedse hof, door middel van foto's, een interview en een filmpje op de site. Het huwelijk vond op 8 juni 2013 plaats in Stockholm. In september 2013 werd bekend dat prinses Madeleine in verwachting is van haar eerste kind. Ze is op 20 februari 2014 te New York bevallen van een dochter, prinses Leonore. In december 2014 werd bekend dat prinses Madeleine in verwachting is van haar tweede kind. Madeleine is op 15 juni 2015 te Stockholm bevallen van een zoon, prins Nicolas.
Op 28 augustus 2017 werd bekend dat Madeleine in verwachting is van haar derde kind. Op 9 maart 2018 om 00.41 uur is Madeleine te Stockholm bevallen van een dochter, prinses Adrienne.

## Kinderen
- Prinses Leonore (20 februari 2014)
- Prins Nicolas (15 juni 2015)
- Prinses Adrienne (9 maart 2018)

## Liefdadigheid
Madeleine is de patrones van de organisatie Min Stora Dag (het Zweedse equivalent van de Doe een wens stichting). In 2006 liep ze zes maanden stage bij UNICEF in New York en werkt voor de afdeling van de kinderbescherming.